# Різдво у Польщі

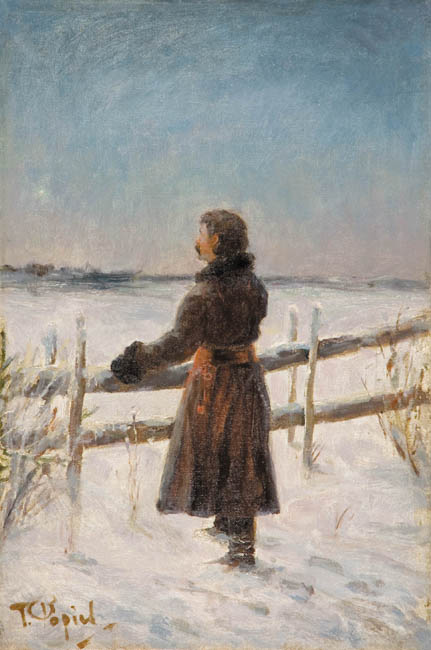
Тадеуш Попель, Перша зірка, 1913.

Різдво́ в По́льщі (пол. Boże Narodzenie w Polsce) — державне свято Республіки Польща, яке відзначається 25 грудня. Є найважливішим і найбільш урочистим, поряд з Великоднем, релігійним святом у Польщі. Святкування Різдва розвивалося поступово протягом століть, починаючи з давніх часів; поєднання старопольських язичницьких звичаїв з релігійними, запровадженими після християнізації Польщі Латинською церквою. Пізніші впливи включають взаємне проникнення місцевих традицій і різних народних культур. Це одне з найважливіших релігійних свят для поляків, які дотримуються дещо суворих традицій. У день Святого Вечора (Віґілії) — 24 грудня в сімейних кімнатах прикрашають і запалюють ялинки. Інші дерева ставлять у більшості громадських місць і біля церков.
День Святого Миколая 6 грудня є неофіційним початком святкового сезону в Польщі. Добре виховані діти отримують невеликі подарунки в цей день, а неслухняні діти отримують грудку вугілля або гілку, яка називається «rózga». Родзинкою свята є найвизначніший день – Віґілії 24 грудня. Польська Віґілії починається з появи першої зірки, яка символізує Витлеємську зірку. Під час приготування сіно розстеляють під скатертину або під стіл як нагадування про те, що Ісус Христос народився в яслах. Згідно з традицією, порожні тарілки символічно залишають за столом для Господа або для заблуканого мандрівника, який може потребувати їжі чи притулку. Вечеря починається з розламування різдвяної облатки, відомої як «opłatek», звичай, який дотримується виключно в Польщі та двох інших країнах. Страви повинні бути вегетаріанськими (за винятком риби) на знак посту, і готується дванадцять страв, що символізує дванадцять апостолів. Завершується святкування обміном подарунками та опівночною месою в костелах.
Інші аспекти польського Різдва включають вертепи під назвою «Яселка» або «Геродій», вертепи на відкритому повітрі, спів колядок, особливо «Бог народився», і куліг, катання на санях, запряжених кіньми. Традицію ручного виготовлення різдвяних шопок у Кракові було оголошено ЮНЕСКО нематеріальною культурною спадщиною.

## Адвент

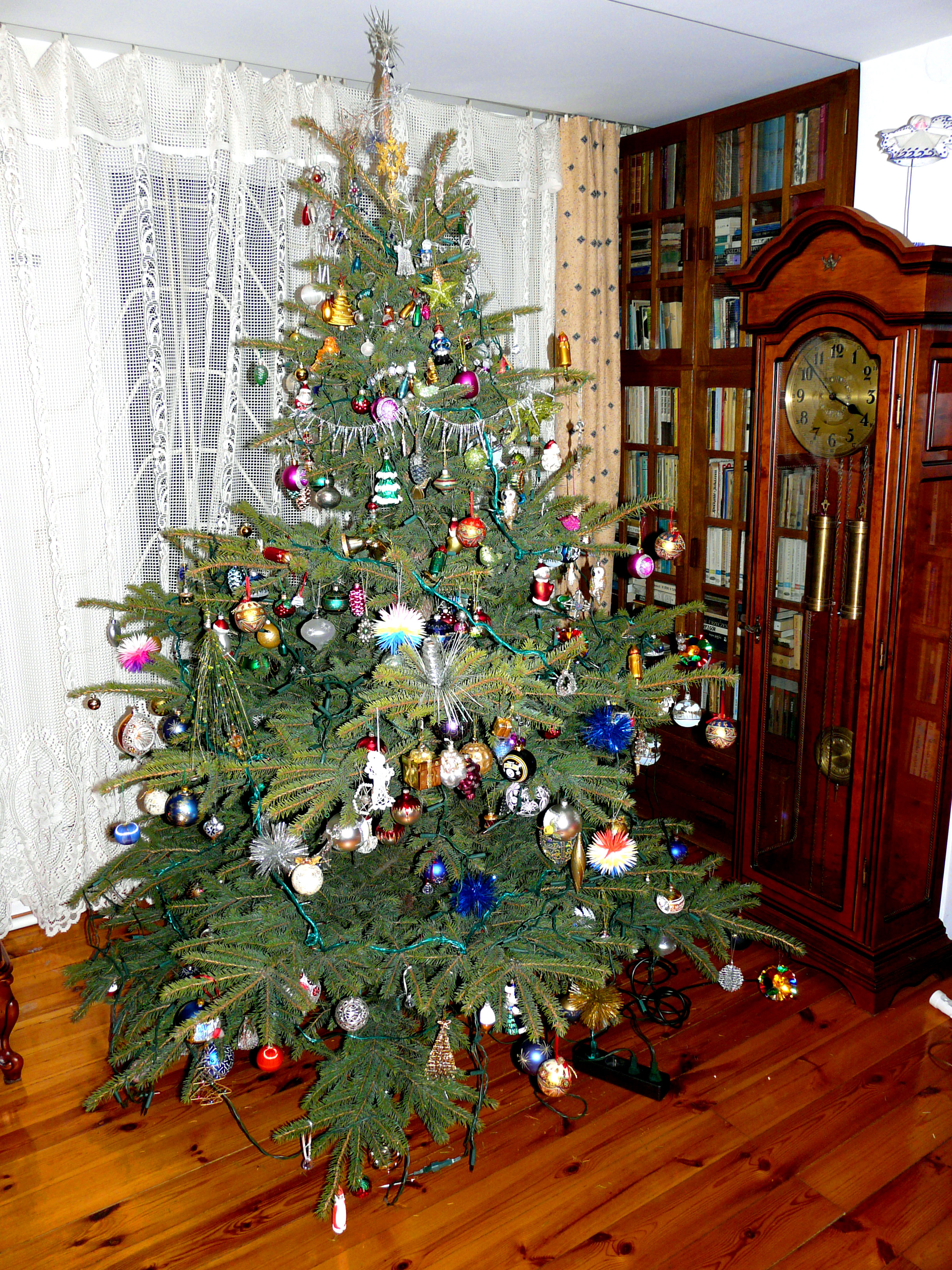
Ялинка в польській оселі. Традиційно їх прикрашають і запалюють напередодні Різдва – Віґілії

Серед особливих завдань, які виконуються в домівках під час Адвенту (часу очікування святкування Різдва Христового), є випікання різдвяних пряників і виготовлення різдвяних прикрас. Пряники виготовляють у різноманітних формах, включаючи сердечка, тварини та фігурки Святого Миколая. Святий Миколай не відіграє головної ролі на Різдво, але святкується в день його святого свята 6 грудня. Він таємно відвідує добрих дітей і залишає їм подарунки.
Традиційно різдвяні ялинки прикрашають скляними кульками, гірляндами та багатьма саморобними прикрасами, включаючи розфарбовану яєчну шкаралупу, блискучі червоні яблука, волоські горіхи, загорнуті шоколадні форми, свічки тощо. Їх запалюють напередодні Різдва перед Віґілією. На вершині кожного дерева є зірка або сяюча верхівка дерева. У багатьох будинках бенгальські вогні розвішують на гілках дерев для створення зимової атмосфери. Іноді дерева залишають стояти до 2 лютого, до свята Стрітення.
Під час Адвенту і аж до Богоявлення, або Свята трьох королів (6 січня), селами та містечками ходять «гвіздори», або звіздарі. Одні з них колядують; інші декламують вірші або ставлять «szopki», або «herody» (вертепи). Останні два звичаї навіяні традиційними яслами або «шопкою». Однією з традицій, унікальних для Польщі, є дарування «облатки», тонкою облаткою, у яку втиснуто святе зображення. За старих часів люди носили ці облатки від хати до хати, вітаючи сусідів з Різдвом Христовим. Зараз облаткою переважно діляться з членами родини та найближчими сусідами перед Віґілією. Коли кожна людина ділиться шматочками облатки з іншою, вони повинні пробачити один одному будь-які образи, які сталися за минулий рік, і побажати їм щастя в наступному році.

## Віґілія

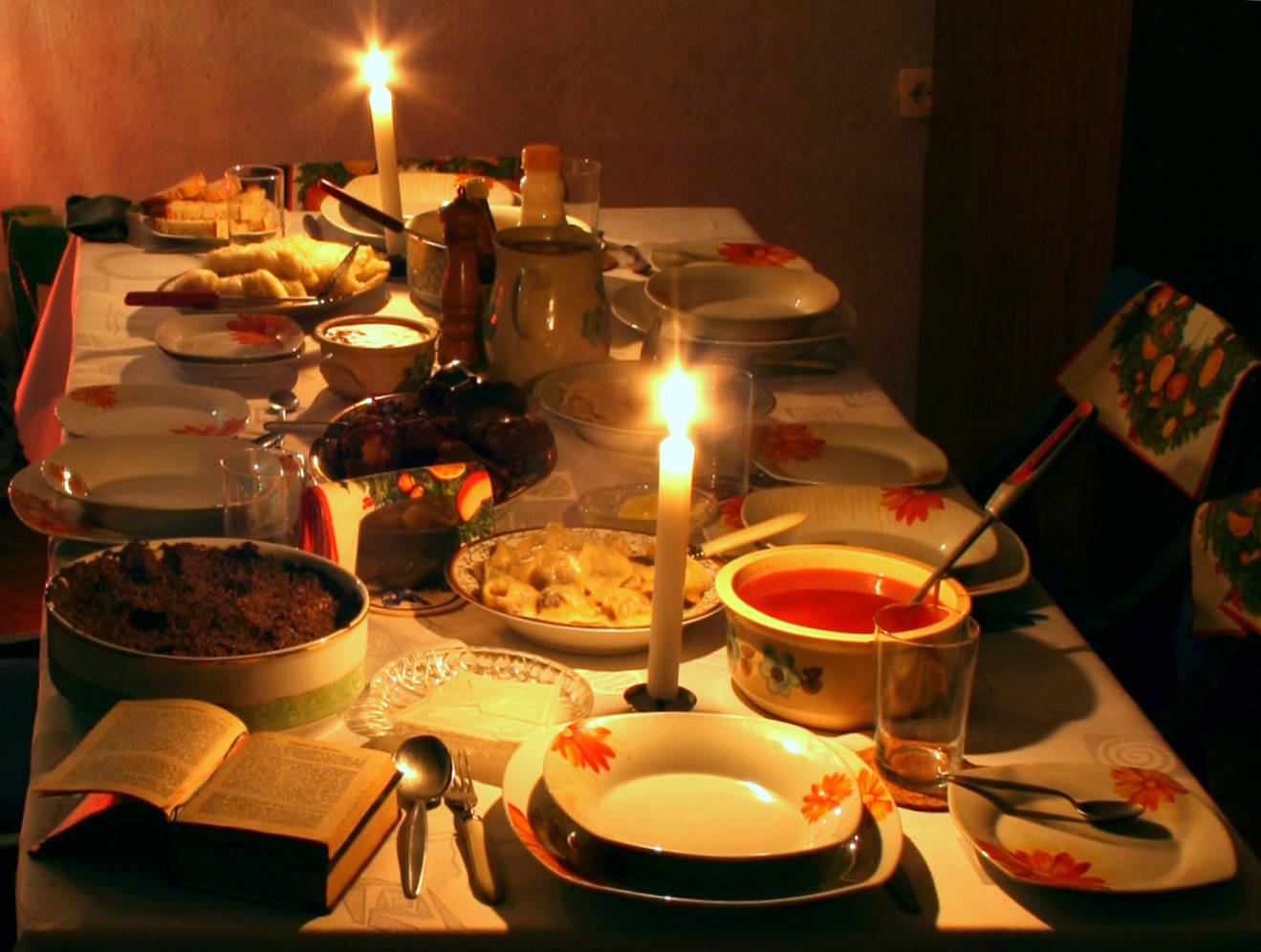
Різдвяна вечеря.

Традиційно, день перед Різдвом і завершенням періоду Адвенту є Віґілія, тобто Святвечір. Раніше це був день підготовки до свят, але після реформи календаря став їх частиною. У цей день прибирали оселі та прикрашали їх снопами зерна, які ставили в кутках кімнат. Вони повинні були символізувати процвітання і достаток. Крім того, хати прикрашали хвойними гілочками, які називалися підлазничками, які клали в різних місцях. Звичай прикрашати ялинку з'явився в Польщі лише в XVIII столітті і прийшов з Німеччини.
У католицькій літургії, згідно з постановою Другого Ватиканського Собору, Різдво починається Вечірнею, яка відправляється у католицькій церкві напередодні. У Польщі цей час відраховують від настання темряви і появи на небі «першої зірки». Це символічне посилання на Вифлеємську зірку, яка сповістила про народження Ісуса, яку, згідно з Біблією, побачили на небі три царі. Вечеря, як того вимагають звичаї посту, починається з молитви та читання уривка з Євангелія від Матвія, Луки чи Івана в частині про народження Ісуса. Далі учасники вечері розламують облатки — білу і тонку вафлю, яку раніше називали «серпанком» (пол. Mgiełkа). Цей традиційний різдвяний хлібець випікають з прісного тіста у спеціальній залізній формі. На столі, покритому білою скатертиною, під оберемком сіна, ставлять на один прибор більше, ніж зібралося людей. Додаткове місце за різдвяним столом призначене для незапрошеного гостя або відсутньої близької людини. За традицією, в цей день ніхто не повинен бути один.

### Різдвяна вафля, облатка

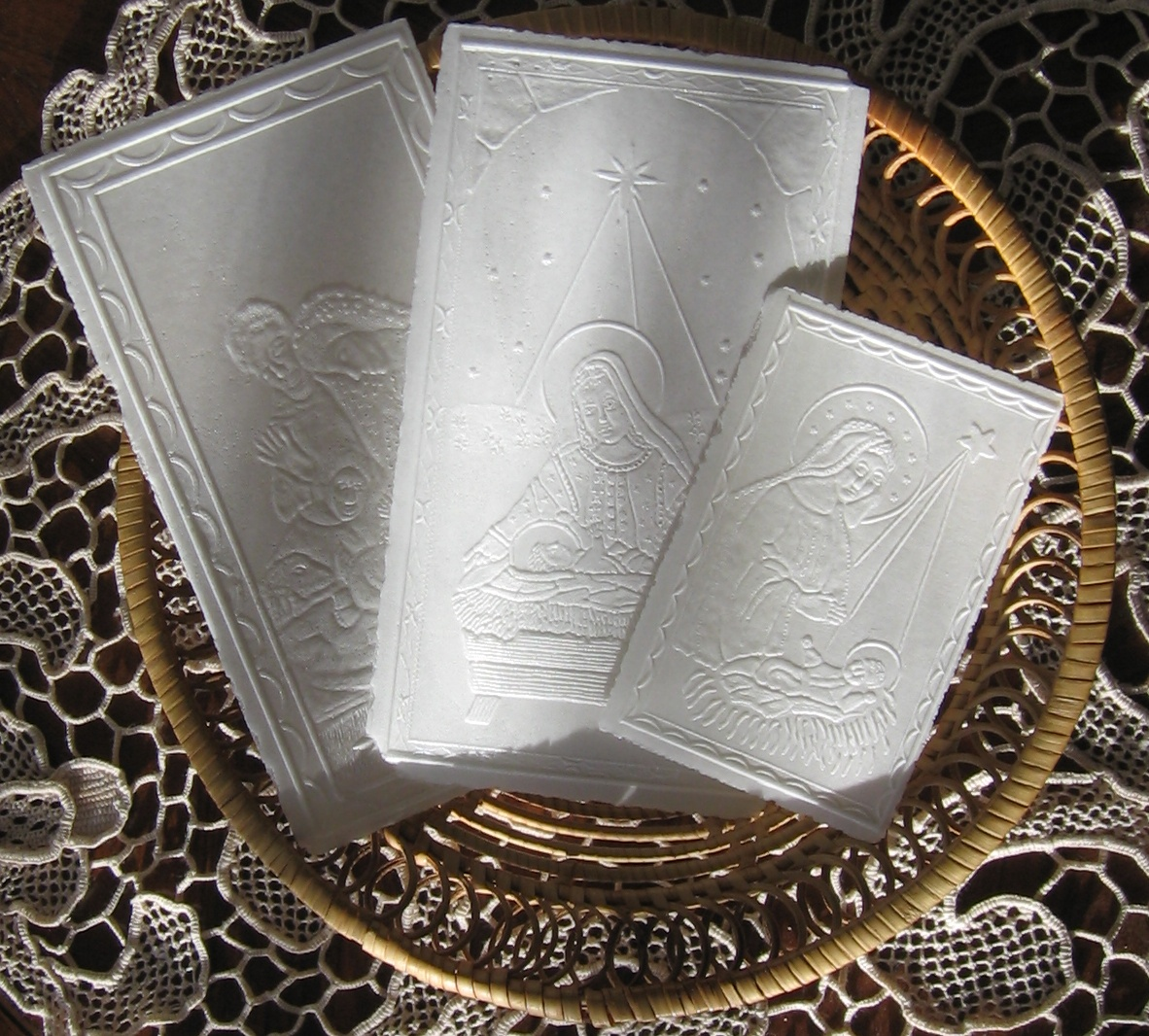
Різдвяна вафля, облатка.

Найважливішим моментом різдвяної вечері є спільне діління облаткою та загадування бажань. Цей звичай є відсиланням до Таємної вечері та того, як Ісус поділився хлібом зі своїми учнями. У церковній традиції облатка є залишком старохристиянських панегіриків, тобто особливих хлібів, які клали на вівтар. Вони були символом любові та єдності християн, знаком єднання з Богом. Пізніше ці особливості перейняла різдвяна облатка, яка стала популярною в Польщі на початку XX століття.

### Традиційні страви
Залежно від регіону та сімейних традицій набір страв на Віґілію різний, але зазвичай на такому столі мають бути всі плоди землі, а страв має бути дванадцять. Кожну з цих дванадцяти страв треба спробувати, це забезпечить удачу протягом року. Найтиповішими є: пісний борщ із «вушками» (у деяких регіонах Польщі взаємозамінний з білим кислим житнім супом (журек), грибною зупою, овочевою зупою або рибною зупою), риба, приготовлена різними способами з найбільш традиційним смаженим і заливним коропом, капуста з горохом, капуста з грибами, пироги з капустою, каша з сушеними грибами, квасоля з чорносливом, паштет з грибами, рисові котлети з грибним соусом, кльоцки з маком, цукром і медом, макелки, хала з компотом із сухофруктів, мигдалевий суп або східна кулеб'яка, голубці та кутя. У Верхній Сілезії стравами Святвечора також є мочка та макувки. За польським звичаєм страви на Святвечір мають бути пісними, тобто без м'яса та без використання тваринних жирів. Люди досить широко дотримуються Святвечірнього посту, хоча наразі Римо-Католицька Церква цього не вимагає. Латинські єпископи заохочують до збереження цього звичаю «через винятковий характер цього дня в Польщі». У Маріавітській церкві донині піст вважається обов'язковим.

### Колядки
У Польщі не колядують під час і після Віґілії та пастерка між 24 і 25 грудня. Колядування часто триває до свята Стрітення 2 лютого. Перші колядки, які співали в Католицькій церкві, були привезені до Польщі братами-францисканцями в середньовіччі. Рання різдвяна музика мала латинське походження. Коли польські слова та мелодії почали набувати популярності, включно з багатьма новими світськими пасторалями (pastoralka, або пастуші пісні), їх спочатку не записували, а вчили в народі напам'ять. Примітно, що пісня «Бог народився» (Bóg się rodzi) на слова Францішека Карпінського 1792 року стала різдвяним гімном Польщі ще при дворі короля Стефана Баторія. Багато перших польських колядок зібрав у 1838 році Міхал Мьодушевський у книжці під назвою Pastorałki i Kolędy z Melodiami (Пасторалі та колядки з мелодіями).

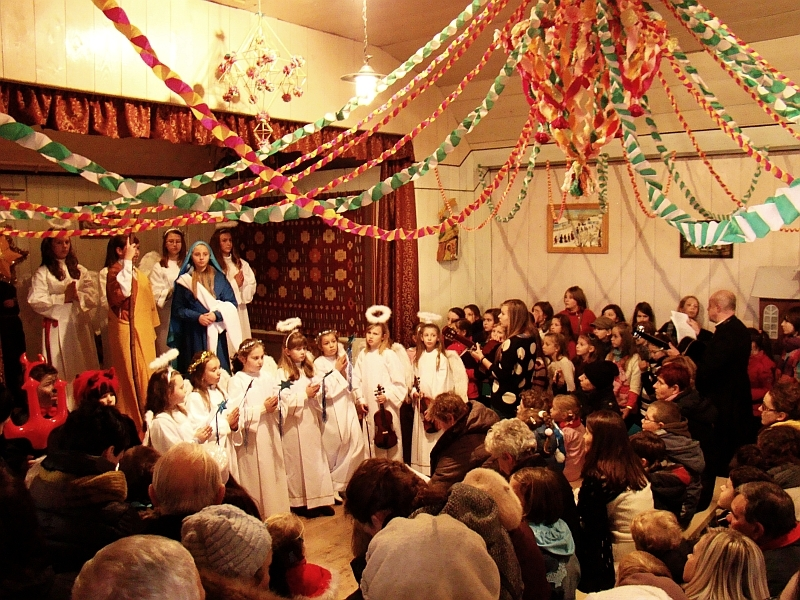
Вертеп у виконанні дітей.

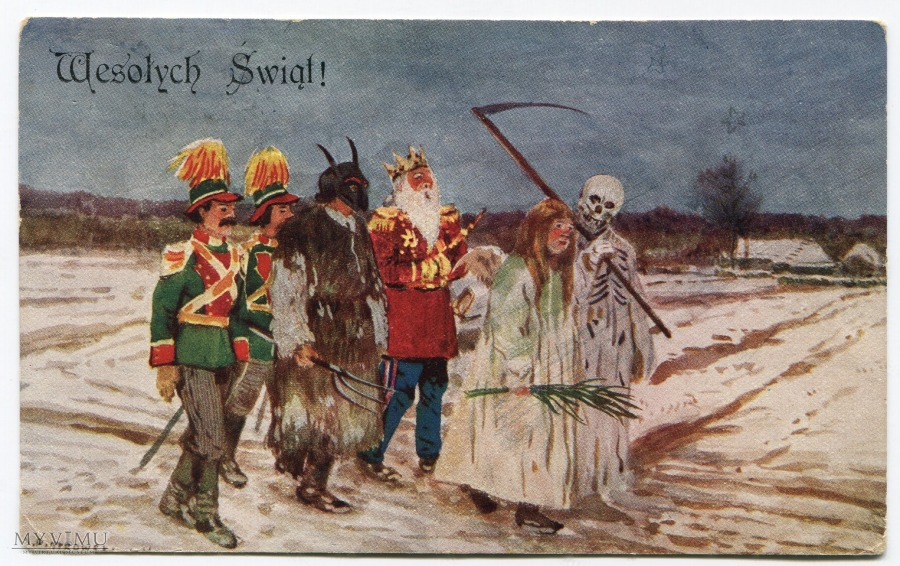
Ряджені з водінням Тура співають коладяють у Польщі, листівка 1929 року.

Найбільший їх розквіт польських колядок припадає на XVII-XVIII ст., коли були створені найпопулярніші з них, напр. «Серед нічної тиші», «Lulajże, Jezuniu» або «Бог народився». У деяких регіонах Польщі колядники також ходять від хати до хати, загадують бажання та співають колядки.

### Пастерка
Віґілія завершується урочистою месою, яка відправляється опівночі в католицьких церквах. За традицією, це згадка про прибуття до Віфлеєму пастухів, які першими вклонилися новонародженому Христу. Звичай відправляти нічну літургію був запроваджений у Церкві в V столітті і з християнством дійшов до Польщі.
Наступний день після Святвечора (25 грудня) називається Різдвом, а 26 грудня є другим днем Різдва, яке відзначається в пам'ять апостола св. Стефана, першомученика за християнську віру. Зазвичай це дні відпочинку, родинних зустрічей та колядок.
Старокатолицькі Церкви святкують також третій день Різдва, 27 грудня, в пам'ять св. апостола Івана Євангеліста. Після меси священики освячують вино в пам'ять про чудесне врятування життя цього апостола. Згідно з традицією, св. Івану дали чашу з отруєним вином, щоб убити учня Христа. Святий Іван, освятивши чашу, випив вино, але не помер. Тому освячене вино та вживання його віруючими має захистити душу й тіло від пасток злого духа. Це також вважається видимим знаком любові. З цієї причини в цей день співається колядка «Прийшов Месія в світ реальний», що є розповіддю про чудо Христа, яке сталося на весіллі в Кані Галілейській.

## Польські різдвяні прикраси ручної роботи

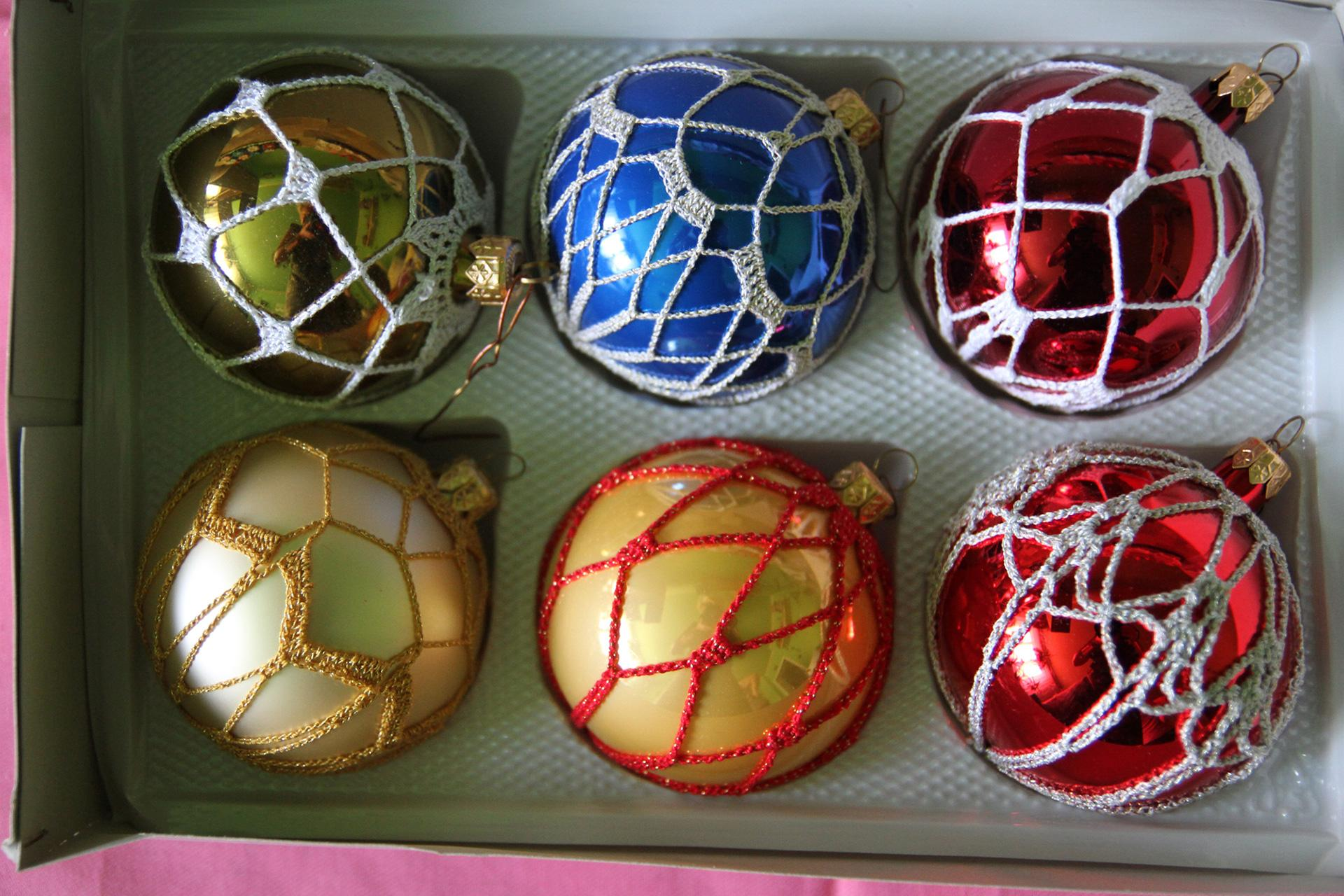
Традиційні польські скляні бомбочки з мереживними деталями. Польща є великим експортером різдвяних прикрас, особливо видувних вручну.

Польща виробляє одні з найкращих у Європі різдвяних прикрас ручного видувного скла. Сім'ї та колекціонери цінують ці прикраси за високу якість традиційного мистецтва та унікальні прикраси.

Польські новорічні прикраси з дутого скла, як правило, виготовляють лише в зимовий період. Сучасні скляні майстерні та виробники, як правило, розташовані в південних регіонах Польщі.